# Molécule de Rydberg
Pour les articles homonymes, voir Rydberg.
Une molécule de Rydberg est un excimère (ou exciplexe) dont les états excités sont des états de Rydberg (en),.

## Histoire
La première molécule de Rydberg identifiée a été le dihélium en 1913.

## Production
Des molécules diatomiques de Rydberg peuvent être produites par photoassociation d'un atome dans son état fondamental et d'un atome de Rydberg, au sein d'un gaz froid.  Il est également possible de former des molécules triatomiques de Rydberg, possédant deux atomes dans leur état fondamental,.

## Propriétés
Certaines molécules diatomiques homonucléaires de Rydberg constituées d'un atome de Rydberg et d'un atome dans son état fondamental ont des moments dipolaires de plusieurs centaines de debyes et des longueurs de liaisons de l'ordre de la centaine de nanomètres. C'est le cas par exemple pour certains états du dimère de césium (Cs2) et du dimère de rubidium (Rb2). De telles molécules peuvent avoir des distributions de leur densité électronique caractéristiques en forme de trilobite ou de papillon,.